# Montevaccino
Montevaccino is een plaats (frazione) in de Italiaanse gemeente Trento.